# باولو ريناتو (لاعب كرة قدم)
باولو ريناتو (بالبرتغالية: Paulo Renato Valério Calado Rodrigues‏) هو لاعب كرة قدم برتغالي، ولد في 14 مايو 1987 في الكاسر دو سال في البرتغال. شارك مع منتخب البرتغال تحت 20 سنة لكرة القدم ومنتخب البرتغال تحت 21 سنة لكرة القدم. أما مع النوادي، فقد لعب مع أتليتيكو كلوب دي برتغال وإستريلا دا أمادورا وريال سبورت كلوب وسان خوسيه إيرثكويكس وسبورتينغ لشبونة ومافرا ونادي أولهانينسي.

## وصلات خارجية
- باولو ريناتو على موقع الاتحاد الدولي (مؤرشف)  (الإنجليزية)
- باولو ريناتو على موقع قاعدة بيانات كرة القدم.إي يو (الإنجليزية)
- باولو ريناتو على موقع Soccerway.com (الإنجليزية)
- باولو ريناتو على موقع AS.com (الإسبانية)